# Az űrsepregetők
Az űrsepregetők (hangul: 승리호, Szungniho, handzsa: 勝利號, RR: Seungniho, ’Győzelem űrhajó’; angol címén Space Sweepers) 2021. február 5-én bemutatott dél-koreai film, űropera, Szong Dzsunggi (Song Jung-gi) és Kim Theri (Kim Tae-ri) főszereplésével. A filmet eredetileg 2020-ban mutatták volna be a koreai mozik, de a Covid19-pandémia miatt végül a Netflixen került bemutatásra, világszerte.

## Cselekmény
A történet 2092-ben játszódik, a Föld olyan szennyezett, hogy már csak gázálarcban lehet ott élni. Kiválasztott kevesek számára a UTS vállalat az űrben épít paradicsomi új otthont, valamint a Mars kolonizálására készül, melyet Földszerű bolygóvá kíván alakítani. A UTS-en kívül élők egy része űrszemetet szed, de ebből is alig tud megélni. A Győzelem hajó legénysége is űrsepregetésből tengődik, mígnem egy nap a szemétben találnak valami igen értékeset: egy Dorothy nevű kislányt, akit a UTS égre-földre keres, és aki állításuk szerint egy humanoid robot, melyben hidrogénbombát rejtettek el. Theho (Tae-ho), Csang (Jang) kapitány, Tiger Park és Bubs robot pénzt akarnak keresni a humanoidon, ám belenyúlnak valami sokkal nagyobb dologba.

## Szereplők
- Szong Dzsunggi (Song Jung-gi) mint Theho (Tae-ho)
- Kim Theri (Kim Tae-ri) mint Csang (Jang) kapitány
- Csin Szonggju (Jin Seon-gyu) mint Tiger Park
- Ju Hedzsin (Yoo Hae-jin) mint Bubs robot (az eredetiben Optongi (업동이, „Talált gyerek”, Eobdongi))
- Richard Armitage mint James Sullivan
- Kim Mujol (Kim Mu-yeol) mint Kang Hjonu (Kang Hyeon-u)
- Pak Jerin (Park Ye-rin) mint Dorothy / Kang Gonnim (Kang Kot-nim)

## Fogadtatás
A film 28 országban vezette a Netflix toplistáját.
Teszár Dávid filmkritikus az IGN-ben publikált írásában dicsérte a film látványvilágát és pörgős akciójeleneteit, ugyanakkor kiábrándítónak tartotta a külföldi (nem koreai) színészek játékát, a karakterek kidolgozatlanságát és a túl nagy hasonlóságot hollywoodi alkotásokhoz: „Sajnos nem ez a mozi a legalkalmasabb az amúgy világszintű kortárs dél-koreai film népszerűsítésére, [...] valamennyi megoldását láttuk már Hollywoodban, Dél-Koreától pedig ennél több eredetiséget várnánk.”
Gyenes Dániel a Filmtekercsben szintén vegyes kritikát írt a filmről, kiemelve a vizuális látványvilágot, a történet humanizmusát, a kisemberek problémakörét, ugyanakkor megjegyezve a hasonlóságokat a hollywoodi sci-fikkel: „Drámaként olykor elbagatellizált és felszínes, de a mélybe nyúl és átélhető. Sci-fiként és biomoziként viszont nagyszerű. De milyen egységnyi filmként? Távolról sem rossz, de a mesterműtől is messze jár.”

## Díjak és jelölések
| Év   | Díj                      | Kategória     | Jelölt                                                            | Eredmény | Hiv.  |
| ---- | ------------------------ | ------------- | ----------------------------------------------------------------- | -------- | ----- |
| 2021 | 57. Paeksang Arts Awards | Technikai díj | Csang Gunjong (Jang Geun-yeong) (장근영) [díszlettervezés]        | Jelölve  | [ 7 ] |
| 2021 | 57. Paeksang Arts Awards | Technikai díj | Csong Szongdzsin (Jeong Seong-jin) (정성진) [vizuális effektusok] | Elnyerte | [ 7 ] |